# Министерство внутренних дел Малайзии

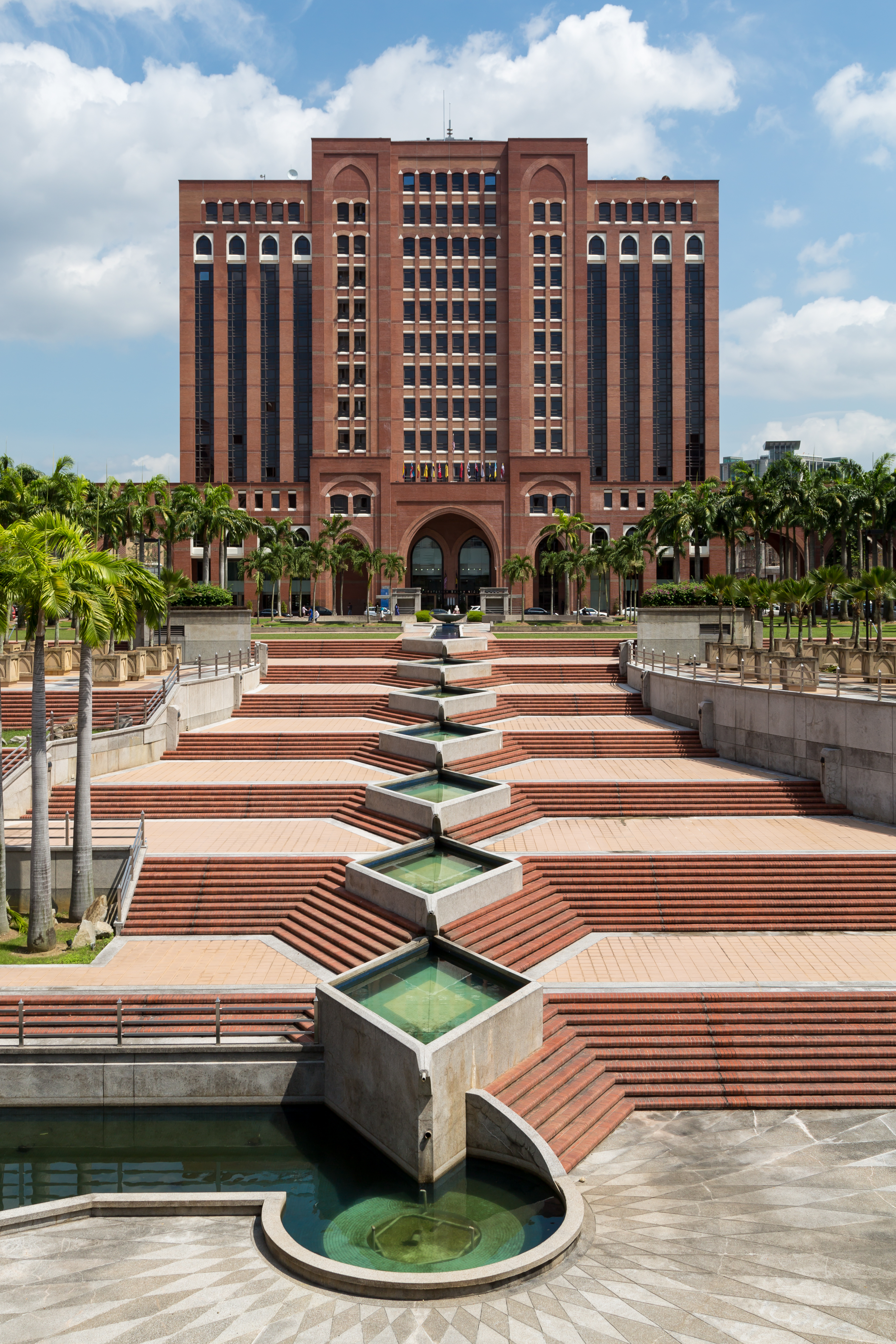

Министерство внутренних дел Малайзии отвечает за внутренние дела, такие как общественная безопасность, гражданская оборона и иммиграция, контроль за ведением незаконной игорной деятельности.
Заместитель министра внутренних дел - Датук Мохд Азис Джамман .

## Структура
- Совет кино-цензуры
- Иммиграционный департамент Малайзии
- Департамент регистрации населения Малайзии